# لورزنو مانجانته
لورزنو مانجانته (ایتالیایی: Lorenzo Mangiante; ۱۴ مارس ۱۸۹۱ – ۱۶ ژوئن ۱۹۳۶) ژیمناست هنری اهل ایتالیا بود.